# Makkumervaart
De Makkumervaart (Fries en officieel: Makkumer Feart) is een kanaal in de gemeente Súdwest-Fryslân in de Nederlandse provincie Friesland.
De Makkumervaart loopt vanaf de Witmarsumervaart (Wytmarsumerfeart) in Bolsward in westelijke richting tussen de plaatsen Longerhouw en Exmorra door. Beide plaatsen zijn door middel van een opvaart met de Makkumervaart verbonden. Even na Exmorrazijl buigt het kanaal naar het zuidwesten langs de uitmonding van de Schraadervaart (Skraarder Feart) om te eindigen in het Van Panhuyskanaal. 